# 神話学名著選集
神話学名著選集（しんわがくめいちょせんしゅう）は、ゆまに書房から刊行された、第2次世界大戦前の神話学研究の選集である。松村一男および平藤喜久子の監修。1巻から13巻までは2003年12月に、14巻から26巻までは2005年3月に刊行された。

## 概要
1. 比較宗教学　フリードリヒ・マックス・ミュラー　南条文雄訳
2. 比較神話学　高木敏雄
3. 日本の神話と宗教思想　神話学概論　西村真次
4. 日本周囲民族の原始宗教‐神話宗教の人種学的研究　鳥居龍蔵
5. 神話　中島悦次
6. 神話学論考　松村武雄
7. 民族性と神話　松村武雄
8. 神話‐解釈学的考察　高坂正顕
9. 大東亜神話　中島悦次
10. 神話哲学‐随順の倫理　磯部忠正
11. 神話　佐々木理
12. 宗教及び神話と環境1　松村武雄
13. 宗教及び神話と環境2　松村武雄
14. 空の女皇　ジョン・ラスキン　御木本隆三訳
15. 神道神話の精神　ジョン・ウォーレン・ティーツ・メイソン　今岡信一良訳
16. 神話学原論‐上　松村武雄
17. 神話学原論‐下　松村武雄
18. 古代希臘に於ける宗教的葛藤1　松村武雄
19. 古代希臘に於ける宗教的葛藤2　松村武雄
20. 物語溯源　佐々木理
21. ギリシャ神話と古典文学　佐々木理
22. 儀礼及び神話の研究　松村武雄
23. 神話学者の手記　松村武雄
24. 希臘神話の新検討　松村武雄著
25. 新桃舊符　佐々木理著
26. ある神話学者の半生記‐戦場の死線と戦後の苦闘を越えて　松前健